# パーシヴァル マーガンサー
パーシヴァル マーガンサー
パーシヴァル・エアクラフト社のカタログに掲載されたマーガンサー（1947年頃）
- 用途：小型多用途機
- 設計者：エドガー・パーシヴァル
- 製造者：パーシヴァル・エアクラフト
- 初飛行：1947年5月9日
- 生産数：2機（1機飛行）
- 退役：1948年

パーシヴァル マーガンサー（Percival Merganser）は、1940年代終わりの小型の民間輸送機である。本機は全金属製応力外皮構造で首輪式の引き込み可能な降着装置を持つ双発の高翼単葉機であった。
「マーガンサー」は鳥のアイサの意味。

## 設計と開発
マーガンサーは「乗客に訴えかける」ことに重点を置いて設計された乗客5名乗りの小型旅客機であった。この結果、最高を見晴らしと乗降し易い低床を実現するために高翼の配置と首車輪式の降着装置を採用した。
1946年11月に完成した胴体部はパリ航空ショーに出展するために鉄道連絡船でパリに運ばれたが、エンジンとして選択したデ・ハビランド ジプシー・クイーン51の生産が終了したことと他に適当なエンジンも入手不可能であったことからこの時点で既にマーガンサーの命運は尽きていた。

## 運用の歴史
マーガンサーは1機のみが飛行し、初飛行は1947年5月9日にルートン空港から行われたが、この機に搭載されていたエンジンは軍需省からの借りものであった。パーシヴァル社はこの機体で広範囲な飛行試験を実施し、多くの価値ある試験データを入手できた。1947年9月にラドレットで開催されたSBACショーに出展されたが、1948年8月には廃棄処分にされた。
2番目のマーガンサーは静止テストと構造テスト用の機体として使用された。
マーガンサーは量産されなかったが、本機の試験プログラムから得られたデータを基にした更なる開発が適当なエンジンが入手可能となったより大型のプリンス、プレジデント、パーシヴァル ペンブローク シリーズへと繋がった。

## 派生型
P.48 マーガンサー
乗客5-8名乗りの輸送機。1機完成、2機が胴体まで
P.48A マーガンサー
水上機型の提案機。製作されず。
P.48B マーガンサー
スキー装着型の提案機。製作されず。
P.49 マーガンサー II
空中探査機の提案機。製作されず。

## 要目
出典: British Civil Aircraft since 1919, Volume III.
諸元
- 乗員: 2
- 定員: 5
- 全長: 14.56 m （47 ft 9 in）
- 全高: 4.19 m （13 ft 9 in）
- 翼幅: 12.40 m（40 ft 8 in）
- 翼面積: 29.6 m2 （319 ft2）
- 空虚重量: 2,409 kg （5,300 lb）
- 運用時重量: 3,318 kg （7,300 lb）
- 動力: デ・ハビランド ジプシー・クイーン 51 or 71 空冷 直列6気筒エンジン、221 kW （296 hp）   × 2

性能
- 最大速度: 311 km/h （168 knots） 193 mph
- 巡航速度: 258 km/h （139 knots） 160 mph
- 航続距離: 1,228 km （696 海里） 800 mi
- 実用上昇限度: 7,310 m （24,000 ft）
- 上昇率: 5.1 m/s （1,010 ft/min）
- 翼面荷重: 112 kg/m2 （22.9 lb/ft 2）
- 馬力荷重（プロペラ）: 0.13 kW/kg （0.081 hp/lb）